# Baden-Württembergischer Gewichtheberverband
Der Baden-Württembergische Gewichtheberverband e.V. mit Sitz und Landesleistungszentrum in Leimen wurde im Jahr 1972 durch eine Arbeitsgemeinschaft zwischen dem Württembergischen Kraftsportverband, dem Südbadischen und Nordbadischen Schwerathletikverband gegründet.  Die drei Verbände schlossen sich am 21. Oktober 1973 zum Baden-Württembergischen Gewichtheberverband (BWG) zusammen.
Der BWG hat die Aufgabe, die Pflege und Verbreitung des Gewichthebersports, Kraftdreikampfes und des Freizeitsports im Verbandsbereich zu fördern. Unter Wahrung der parteipolitischen, konfessionellen und ethnischen Neutralität sucht der Verband diesen Zweck zu erreichen durch:
1. Veranstaltung von Baden-Württembergischen Meisterschaften und sonstigen Wettbewerben
2. Wahrnehmung von nationalen und internationalen sportlichen Wettkämpfen des Bundesverbands Deutscher Gewichtheber (BVDG) im In- und Ausland
3. Förderung des Freizeitsports
4. Interessenvertretung in nationalen Sportorganisationen des BVDG etc.
5. Schaffung von Wettkampfbestimmungen für Gewichtheber und Kraftdreikämpfer im Einklang mit nationalen und internationalen Regeln sowie von Freizeitsportbestimmungen
6. Durchführung von Schulungen und Lehrgängen für Sportler, Trainer, Kampfrichter, Funktionäre und Freizeitsportler
7. Mitteilungen an die Presse, die elektronischen Medien, die Landesbezirke sowie die Mitglieder

## Bezirke
- Rhein-Neckar
- Mittlerer Neckar
- Mittlerer Oberrhein
- Hochrhein
- Bodensee

## Landestrainer
- 1974–2004 Wilfried Moos
- 1990– Peter Immesberger
- 2003–2005 Michael Neumann
- 2007–2012 Oliver Caruso

## Erfolgreiche Sportler
- Peter Immesberger, Olympische Spiele 1988 Bronzemedaille
- Oliver Caruso, Olympische Spiele 1996  Bronzemedaille, Weltmeisterschaften 1998 und 2002 Goldmedaille (Reißen), 1998 Weltmeisterschaften Silbermedaille (Zweikampf)